# INFOBAR A03
INFOBAR A03 by iida（インフォバー エーゼロサン バイ イイダ）は、京セラによって日本国内向けに開発された、auブランドを展開するKDDIおよび沖縄セルラー電話の第3.9世代移動通信システム (au 4G LTE/au VoLTE)、第4世代移動通信システム (au 4G LTE CA/WiMAX2+) 対応スマートフォンである。製造型番はKYV33（ケーワイブイ サンサン）。

## 概要
INFOBAR A02 (HTX21) の後継機種にしてiidaプロジェクトとしては第4弾となるスマートフォンである。本機種から製造担当メーカーがHTCから京セラに変更されている。
先代機種のA02ではスクリーンキーを採用した事により画面下部のカラーバリエーションを表すトリコロールを模したキーが無かったが、本機種では復活している。ただし、A01と異なり物理キーではなくセンサーキーを採用している。
また、iida UIも見直されており、A02で採用されていた羊羹・ゼリー状のエフェクトが廃止されている。
性能面では新たにVoLTE・フルセグに対応しているが、従来のau VoLTE対応機種同様3Gエリアでの通話及び通信には対応していない。
SIMロック解除の義務化が開始される前に発売された機種のため、SIMロック解除が出来ず、また、mineoおよびUQ mobileでは、SIMロック解除が必須となるため利用出来ない。

## 沿革
- 2015年（平成27年）1月19日 - KDDIより公式発表。
- 2015年2月20日 - 全国にて一斉発売。
- 2022年3月31日 - 3G通信サービス終了に伴い、天気ウィジェットが利用不可に。以後はau Webポータルの「天気」の利用を促進[3]。

## 主な機能
※PC向けWebブラウザが標準装備されている。携帯向けサイト (EZWeb) は他のスマートフォンやPCと同じく閲覧不可。
| 主な機能・対応サービス                                                    | 主な機能・対応サービス                                 | 主な機能・対応サービス                  | 主な機能・対応サービス         |
| ------------------------------------------------------------------------- | ------------------------------------------------------ | --------------------------------------- | ------------------------------ |
| Google Play au Market auスマートパス auウィジェット Webブラウザ           | LISMO! for Android LISMO WAVE                          | おサイフケータイ NFC おくだけ充電（Qi） | ワンセグ フルセグ DLNA/DTCP-IP |
| PCメール Gmail EZwebメール                                                | デコレーションメール デコレーションアニメ              | Friends Note                            | PCドキュメント                 |
| au Smart Sports Run & Walk Karada Manager ゴルフ（web版） Fitness、歩数計 | GPS 方位計                                             | au oneナビウォーク au one助手席ナビ     | au one ニュースEX au one GREE  |
| かんたんメニュー じぶん銀行                                               | 緊急速報メール                                         | Bluetooth                               | 無線LAN機能 (Wi-Fi)            |
| 赤外線通信                                                                | WIN HIGH SPEED au 4G LTE （VoLTE対応/CA対応） WiMAX 2+ | グローバルパスポート                    | auフェムトセル                 |
| microSD microSDHC                                                         | モーションセンサー（6軸）                              | 防水 防塵                               | 簡易留守録 着信拒否設定        |